# SuperBeef
SuperBeef (en ruso: Cупербиф) es una hamburguesa de temporada ofrecida por McDonald's en Rusia, disponible desde el 6 de febrero hasta el 1 de abril de 2008. El sándwich consistió en carne de res, cebolla salteada, lechuga, una rodaja de tomate, salsa de tomate picante, mayonesa de ajo y queso cheddar en un pan de ciabatta. El precio del sándwich era de 88 rublos ($2.80 dólares).

## Variedades
El SuperBeef también se ofreció con panceta.